# Kolejność bajtów
W sytuacjach, kiedy liczby całkowite lub jakiekolwiek inne dane zapisywane są przy użyciu wielu (przynajmniej dwóch) bajtów, nie istnieje jeden uniwersalny sposób uporządkowania tych bajtów w pamięci lub w czasie transmisji przez dowolne medium i musi być użyta jedna z wielu konwencji ustalająca kolejność bajtów (ang. byte order lub endianness). Jest to analogiczne do zapisu pozycyjnego liczb lub kierunku pisma w różnych językach – ze strony lewej na prawą albo z prawej na lewą.

## Big endian
Big endian (spotykane także grubokońcowość) to forma zapisu danych, w której najbardziej znaczący bajt (zwany też górnym bajtem, z ang. high-order byte) umieszczony jest jako pierwszy.
Procesory, które używają formy big endian, to między innymi HP Intel Itanium, SPARC, Motorola 68000, PowerPC 970, IBM System/360, Siemens SIMATIC S7. 
Jest ona analogiczna do używanego na co dzień przez ludzi sposobu zapisu liczb.
Procesor zapisujący 32-bitowe wartości w pamięci, przykładowo 0x4A3B2C1D pod adresem 100, umieszcza dane, zajmując adresy od 100 do 103 w następującej kolejności:
|     | 100 | 101 | 102 | 103 |     |
| ... | 4A  | 3B  | 2C  | 1D  | ... |

Przykładowe formaty plików, które zawierają dane w formacie big-endian:
- Adobe Photoshop
- JPEG
- MacPaint
- Sun raster files

## Little endian
Little endian (spotykane także cienkokońcowość) to forma zapisu danych, w której najmniej znaczący bajt (zwany też dolnym bajtem, z ang. low-order byte) umieszczony jest jako pierwszy. Procesory, które używają formy little endian, to między innymi wszystkie z rodziny x86, DEC VAX.
Jest ona odwrotna do używanego na co dzień sposobu zapisu liczb.
Procesor zapisujący 32-bitowe wartości w pamięci, przykładowo 0x4A3B2C1D pod adresem 100, umieszcza dane zajmując adresy od 100 do 103 w następującej kolejności:
|     | 100 | 101 | 102 | 103 |     |
| ... | 1D  | 2C  | 3B  | 4A  | ... |

Przykładowe formaty plików, które zawierają dane w formacie little-endian:
- Windows Bitmap
- GIF
- PC Paintbrush
- RTF by Microsoft

## Procesory z możliwością zmiany kolejności bajtów
Prócz procesorów, które mają na stałe zaimplementowaną kolejność bajtów, istnieją również takie, w których można przełączyć tryb kolejności (tzw. bi-endian). Należą do nich:
- Alpha
- ARM od wersji 3 wzwyż
- IA-64
- MIPS
- PA-RISC
- PowerPC (do serii PowerPC G4)
- SPARC V9
- SuperH SH-4.

Przykładowe formaty plików, które wspierają dane w obu formatach:
- Microsoft WAV
- Microsoft AVI
- TIF files
- XWD (X windows Dump)
- flac

## Etymologia
Angielskie nazwy big endian i little endian pochodzą z książki Jonathana Swifta Podróże Guliwera i odnoszą się do mieszkańców Liliputu, których spór o to czy ugotowane jajko należy tłuc od grubego (tępego), czy od cienkiego (ostrego) końca, doprowadził do podziału na dwa stronnictwa toczące ze sobą niekończące się, choć bezsensowne, dysputy i wojny.